# Кустанайская губерния
Кустана́йская губе́рния — административно-территориальная единица на севере Киргизской АССР (с апреля 1925 года - Казакской АССР) РСФСР, существовавшая в 1921—1925 годах. Административный центр — город Кустанай.
Образована постановлением Президиума ВЦИК от 28 мая 1921 и декретом ВЦИК от 8 декабря 1921 в результате разделения Оренбургско-Тургайской губернии.
Делилась на районы: Адамовский, Боровский, Всехсвятский (с 1923 года Урицкий), Денисовский, Кустанайский, Семиозёрский (Семиозёрный), Тургайский, Фёдоровский.
В ноябре 1923 года Тургайский район передан в состав Актюбинской губернии.
Декретом ВЦИК от 14 января 1924 утверждено новое деление Кустанайской губернии на 5 уездов: Боровский, Денисовский, Кустанайский, Урицкий и Фёдоровский.
Постановлением ВЦИК от 7 августа 1924 Боровский уезд ликвидирован. 21 сентября 1925 Кустанайская губерния преобразована в Кустанайский уезд на основании постановления ЦИК Киргизской АССР от 3 марта 1925. На основании постановления ВЦИК от 14 сентября 1925 Кустанайский уезд преобразован в Кустанайский округ Казакской АССР.